# Robert Krause (Maler)

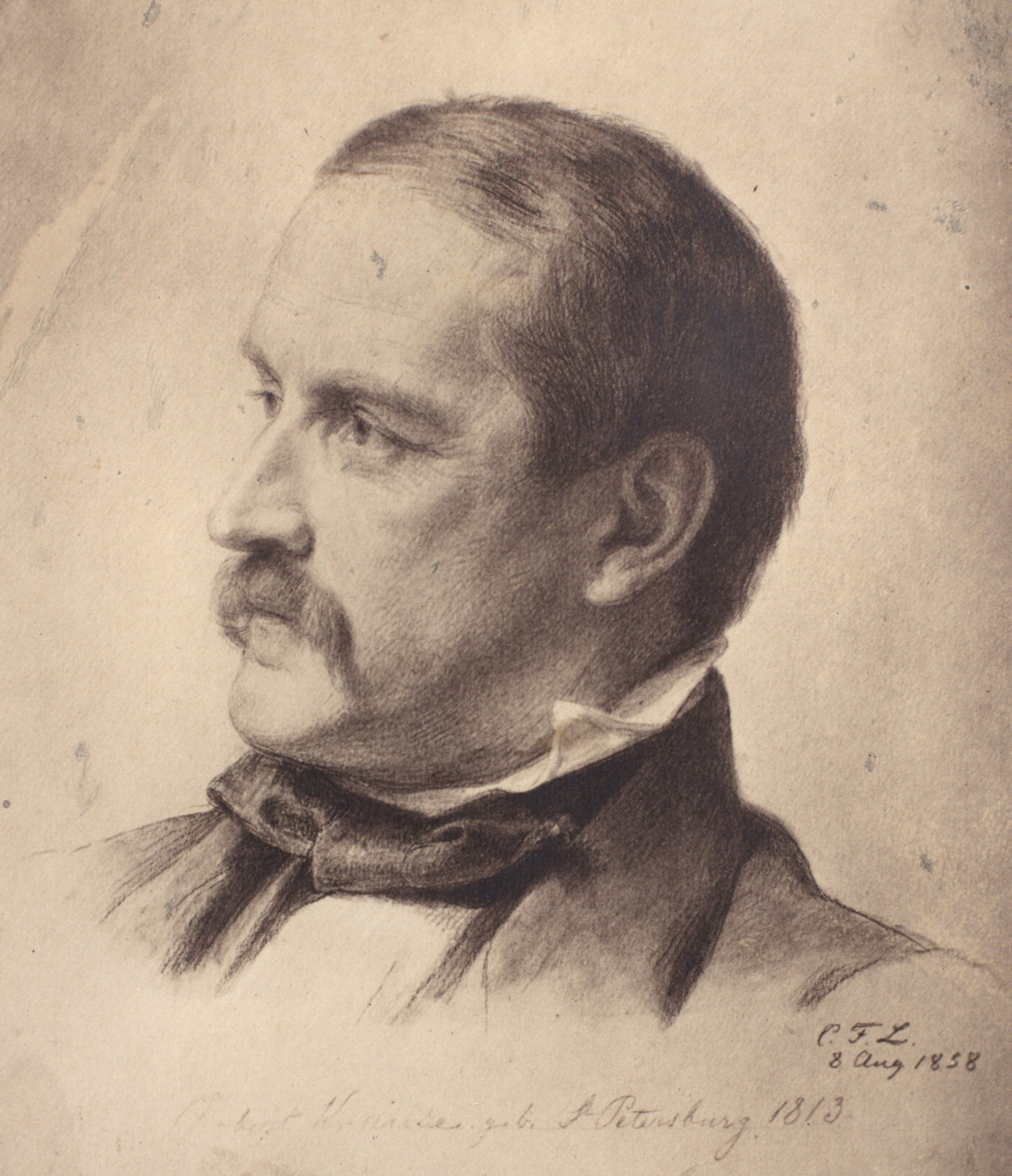
Robert Krause, 1858, porträtiert von Carl Friedrich Lessing

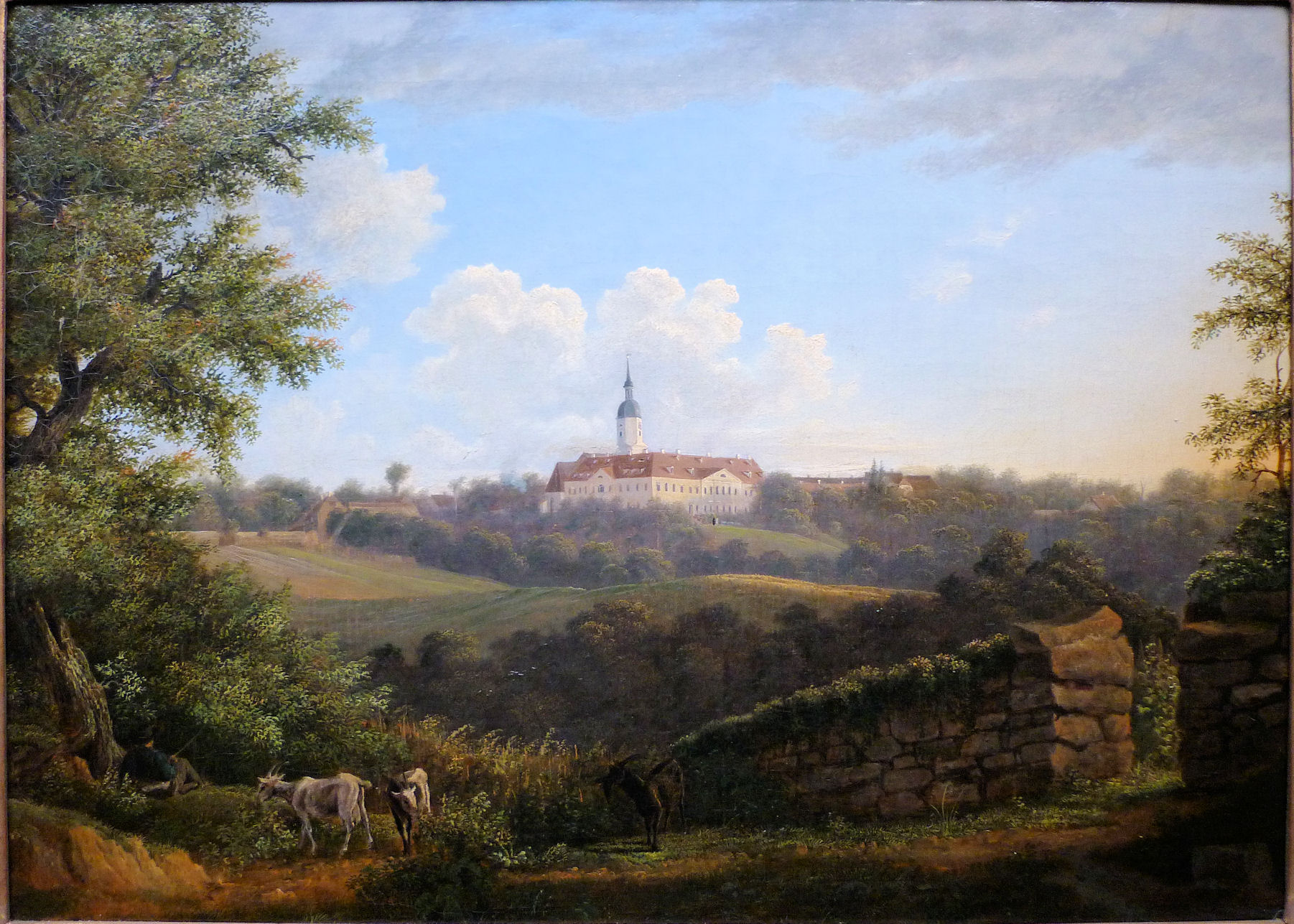
Robert Krause: Schloss Weistropp, 1832

Robert Krause (* 23. April 1813 in Sankt Petersburg; † 21. Dezember 1885 in München) war ein Landschaftsmaler des 19. Jahrhunderts. Durch seine Tagebücher aus Südamerika ist er vor allem in Argentinien zu Beginn des 21. Jahrhunderts als Reiseschriftsteller wiederentdeckt worden.

## Leben
Robert Krause lebte als Kind zunächst in Russland (Sankt Petersburg und Moskau), dann in Wien, Baden-Baden und Karlsruhe. 1824 zogen seine Eltern auf das Schloss Weistropp zwischen Meißen und Dresden, das der Onkel Jacob von Krause, ein wohlhabender Kaufmann und Kunstmäzen, erworben und mit Kunstschätzen, wie Gemälden von Leonardo da Vinci, Murillo (?), van Dyck, Mengs und Skulpturen von Thorvaldsen ausgestattet hatte, die heute im Eremitage-Museum in Sankt Petersburg stehen. Von diesem Umfeld inspiriert, malte Robert Krause schon mit 14 Jahren große Landschaftsbilder.
Nach dem Aufbruch zu seiner ersten Grand Tour nach Italien und Paris (1829–1831) starb der Vater. Von April 1833 bis März 1834 war Krause kaufmännischer Angestellter der Firma Huth, Grüning & Co. in London, ab Juli 1834 in der Filiale Valparaíso dieser Firma, zeitweise auch in Lima. Dazu segelte er von März bis Juli 1834 von Gravesend bei London um Kap Hoorn. Ein Navigationsfehler hätte ihn auf dieser Reise vor den Falklandinseln beinahe das Leben gekostet. Darüber erfahren wir aus seinem Tagebuch:

„Um vier Uhr morgens wurde ich heftig aufgerüttelt durch den Kapitän, dessen Worte mich nicht weniger erschreckten als seine Heftigkeit:
“Get up, Sir, get up, you have had a narrow escape from being drowned in bed and we are not safe yet.”
[…] Auf dem Verdeck fand ich alles in Wirrwarr, ein Schreien, ein Rufen, ein Kommandieren ohne Ende, das Brausen des Sturmes und der See, das Rollen der Stricke und Taue auf dem Schiffe, vereinigte sich zu einem betäubenden Lärmen.
[…] Ich erfuhr nun, daß das Schiff plötzlich fast gänzlich von Klippen umringt war, deren Nähe der Kapitän in der dunkeln Nacht nur an der furchtbaren Brandung bemerkt hatte, die mastenhoch hinaufschäumte.“

Kurz nach der Ankunft in Valparaíso begegnete er dem Malerkollegen Moritz Rugendas und dem Naturforscher Charles Darwin, die im gleichen Monat dort eintrafen. Mit Rugendas verband ihn bald eine Freundschaft.
1837 gab Krause den Kaufmannsberuf auf und widmete sich ganz der Malerei. 1837/38 überquerte er gemeinsam mit Moritz Rugendas die Anden nach Argentinien. Auf der Weiterreise von Mendoza nach San Luis erlitt Rugendas bei einem nächtlichen Sturz vom Pferd schwere Schädelverletzungen. Krause rettete ihm das Leben, gab die Weiterreise auf und kehrte mit ihm nach Chile zurück. Diese Reise und den Unfall hielt er in seinen Tagebüchern fest. Sie dienten dem argentinischen Schriftsteller César Aira als Ausgangspunkt für seine Novelle Un episodio en la vida del pintor viajero (2000; deutsch: Humboldts Schatten, 2003).
Nach weiteren Exkursionen schiffte sich Krause Anfang Oktober 1839 in Valparaíso nach Mexiko ein, durchquerte von dort Nordamerika bis zu den Niagarafällen und kehrte im Juli 1840 von Boston zurück nach Hamburg. Im August 1840 erreichte er Dresden mit zahlreichen Studien und Skizzen im Gepäck. Von 1843 bis 1845 lebte er wieder in Paris, 1845 bis 1847 in Baden-Baden, wo er seine Frau kennenlernte. Nach der Heirat zogen beide nach Italien. Dort wohnte er 1847/48 in Ariccia, 1848 in Rom, von Herbst 1848 bis Herbst 1849 in Sorrent, danach wieder in Rom (bis Herbst 1851).
Nach dem Tod seiner Tochter zog er nach München (1851 bis 1853). Während des Sommeraufenthalts 1853 in Weinheim verunglückte seine Frau tödlich. Danach zog er nach Düsseldorf, wo er von 1853 bis 1859 wohnte, und gab die zwei Söhne in Pflege.
Krause war von 1856 bis 1862 Mitglied im Künstlerverein Malkasten und ab 1856 Mitbegründer der Allgemeinen Deutschen Kunstgenossenschaft. Befreundet war er mit Carl Friedrich Lessing, der ihn 1858 porträtierte.
Ab 1859 wohnte er in München. Von dort reiste er noch öfter nach Italien. Von Juni bis November 1885 besuchte er seinen Sohn Paul, der Regierungsrat in Konstantinopel war, und lernte dort seine Schwiegertochter und seine Enkelin Angelina Krause kennen. Gemeinsam mit dem Sohn bereiste er das Pontische Gebirge bei Trapezunt (Trabzon). Nach der Rückkehr erlag er im Dezember 1885 in München einem chronischen Leberleiden und wurde am 24. Dezember auf dem nördlichen Friedhof beigesetzt.

## Publikationen (Auswahl)
- Robert Krause: Travesía de los Andes y el [sic!] estada en Mendoza en el año de 1838. Diario íntimo del paisajista alemán. Traducido directamente del manuscrito alemán por A. H. Hrsg. Alberto Haas. In: Fénix. Publicación anual. Editada por la Sociedad Científica Alemana. Band III, Buenos Aires 1923, S. 42–62.
- Robert Krause: De Mendoza a San Luis de la Punta. Diario íntimo del paisajista alemán. Traducido directamente del original alemán. Hrsg. Alberto Haas. In: Fénix. Publicación anual. Editada por la Sociedad Científica Alemana. Band IV, Buenos Aires 1924, S. 118–143.
- Robert Krause: Eine Fahrt nach Südamerika in der ersten Hälfte des 19. Jahrhunderts. Ungedruckte Briefe und Tagebücher. In: Phoenix, Zeitschrift für deutsche Geistesarbeit in Südamerika. Jg. 10, Buenos Aires 1924, S. 163–195.

## Einzelbelege
1. ↑  Albumin-Abzug aus Familienbesitz.
2. 1 2  Traueranzeige vom 22. Dezember 1885. In: Allgemeine Zeitung. 24. Dezember 1885, S. 5264 (digitale-sammlungen.de).
3. ↑  Krause 1924, S. 176 f.
Hartmut Ring: Robert Krause: Auf den Spuren des Landschaftsmalers durch das 19. Jahrhundert. Books on Demand, 2013, ISBN 978-3-7322-3780-7, S. 7 (books.google.de – Leseprobe).
4. ↑  Bettina Baumgärtel, Sabine Schroyen, Lydia Immerheiser, Sabine Teichgröb: Verzeichnis der ausländischen Künstler und Künstlerinnen. Nationalität, Studium und Aufenthalt in Düsseldorf. In: Bettina Baumgärtel (Hrsg.): Die Düsseldorfer Malerschule und ihre internationale Ausstrahlung 1819–1918. Michael Imhof Verlag, Petersberg 2011, ISBN 978-3-86568-702-9, Band 1, S. 434.
5. ↑  Das Porträt befindet sich im Cincinnati Art Museum (Leuschner 1972, S. 31).

| Personendaten    | Personendaten              |
| ---------------- | -------------------------- |
| NAME             | Krause, Robert             |
| KURZBESCHREIBUNG | deutscher Landschaftsmaler |
| GEBURTSDATUM     | 23. April 1813             |
| GEBURTSORT       | Sankt Petersburg           |
| STERBEDATUM      | 21. Dezember 1885          |
| STERBEORT        | München                    |